# Шаукенайское староство
Шаукенайское староство (лит. Šaukėnų seniūnija) — одно из 11 староств Кельмеского района, Шяуляйского уезда Литвы. Административный центр — местечко Шаукенай.

## География
Расположено на Средне-Жемайтском плато Жемайтской возвышенности, в центрально-западной части Литвы, на севере Кельмеского района.
Граничит с Ужвентским староством на западе, Вайгувским — на юго-западе, Кельмеским апилинкским — на юге, Кукячяйским — на востоке, Упинским староством Тельшяйского района — на северо-западе, Рауденайским и Куршенайским сельским староствами Шяуляйского района — на севере и Бубяйским староством Шяуляйского района — на северо-востоке.

## Население
Шаукенайское староство включает в себя местечко Шаукенай, 68 деревень и 5 хуторов.